# Lei do Aprendiz
A Lei do Aprendiz, nº 10.097, de 19 de dezembro de 2000, também conhecida como Menor Aprendiz, Aprendiz Legal ou Jovem Aprendiz, é uma lei do Brasil aprovada em 2000 e regulamentada em 2005. Ela determina que toda empresa de grande ou médio porte deve ter de 5% a 15% de aprendizes entre seus funcionários. Os aprendizes são geralmente jovens de 14 a 24 anos que devem estar cursando ou ter terminado o ensino médio ou fundamental em uma escola pública. Um dos meios de acesso ao programa é através do Centro de Integração Empresa-Escola (CIEE).
Um levantamento feito pela Fundação Roberto Marinho divulgado no jornal O Globo em 2019, reportou que 3,5 milhões de jovens tiveram acesso ao primeiro emprego com a lei, porém ela ainda era "subaproveitada no Brasil".

## História
Com a criação da lei, foi estabelecido que o jovem deve participar de um curso do programa, que dura de 6 a 24 meses e é dividido em dois módulos. O primeiro módulo é a aprendizagem vivencial, que é a prática no ambiente de trabalho, sob a supervisão do orientador interno da empresa que deseja treinar o candidato. O segundo módulo é a aprendizagem teórica: é o programa de aprendizagem profissional metódica, ministrado por instituições sem fins lucrativos.
A lei explicita disposições da Constituição brasileira de 1988, do Estatuto da Criança e do Adolescente e alterou a Consolidação das Leis do Trabalho (1943), dando nova regulamentação à aprendizagem.
Está descrito na Lei do Aprendiz e também nas leis mais atuais da CLT, o salário do candidato a aprendiz, que varia de acordo com as horas trabalhadas; a jornada de trabalho; os requisitos que precisa ter para entrar no programa; e os requisitos exigidos da empresa que aceita estes jovens.

O coordenador do programa Aprendiz Legal, que usa Lei do Aprendiz em empresas parceiras da Rede Globo, Marcelo Bentes disse que: 
| “ | "Se a cota da aprendizagem fosse cumprida em todo o Brasil, poderíamos ter na escola os cerca de 2,8 milhões de jovens que hoje estão em trabalho infantil (…) A aprendizagem insere o jovem em um ambiente com outras realidades e perspectivas. Ele passa a ser exemplo. Em vez de ostentar uma arma, ostenta um crachá." | ” |

Mário Volpi, que trabalha na coordenação do Programa Políticas de Qualidade Para Crianças e Adolescentes Vulneráveis, do Unicef no Brasil disse que "A lei do aprendiz tem um duplo papel: dar acesso ao mundo do trabalho e promover o retorno à escola daqueles que abandonaram os estudos por ter que contribuir na renda familiar".